# Torneio Extra
O Torneio Extra do Rio de Janeiro foi uma competição disputada entre os principais clubes  do município do Rio de Janeiro, que na maioria das edições listadas abaixo tinha o status de Distrito Federal, em anos distintos, nenhum em sequência, cada um deles com a sua motivação e característica particular.

## História
O Torneio era organizado geralmente para manter os clubes em atividade entre o fim de uma competição e o início de outra ou durante as Copas do Mundo. Em alguns anos os clubes preteriram a competição por amistosos nacionais e internacionais, disputando o torneio com os seus times reservas.
Quatro edições não contaram com todos os grandes clubes. O Botafogo não disputou a edição de 1934, pois não fazia parte da citada Liga Carioca de Futebol (LCF), que organizou a competição. O Vasco da Gama participou mas abandonou a disputa do torneio de 1934: segundo o site NetVasco, o clube não compareceu para jogar com o Flamengo no jogo da última rodada do segundo turno em função de uma briga com este. A Liga Carioca de Futebol (LCF), então, homologou a vitória do Flamengo por W.O., e como protesto, o Vasco da Gama saiu desta liga e disputou o Campeonato Carioca do ano seguinte pela Federação Metropolitana de Deportos (FMD), sob os auspícios da CBD.  O Fluminense não disputou a competição em 1938, por razão desconhecida, e em 1973, supostamente por não ter sido convidado:[carece de fontes?] segundo o jornal O Estado de São Paulo da data da abertura da competição, o quadrangular de 1973 (Torneio Erasmo Martins Pedro) foi elaborado pelo Flamengo e tinha como objetivo mostrar os novos contratados dos clubes, razão pela qual (segundo o jornal) o Fluminense não foi convidado, pois não havia contratado jogadores (foi neste torneio que Flamengo e Vasco da Gama promoveram as estreias respectivamente de Dadá e Zanata). Em 1990, o Flamengo foi convidado a participar, da chamada Taça Adolpho Bloch ou Campeonato Carioca Extra, mas priorizou uma excursão pelo Brasil, sendo substituído pelo Bangu.
Segundo o Netvasco, o Torneio Extra não era uma competição em si, mas sim um nome generalizante a vários torneios dissociados, em épocas e contextos distintos, tendo em comum terem sido realizados como um torneio "a mais" (daí a denominação Extra) organizados pela Federação de Futebol do Rio de Janeiro ou por uma de suas entidades antecessoras. As motivações dos torneios variavam: por exemplo, o site Netvasco indica que o de 1952 seria um Torneio de Suplentes (assim como o de 1938),[carece de fontes?] mas teve o nome mudado por exigência dos clubes, por temerem que o nome desprestigiasse a competição, e acabou sendo disputado por times mistos de doze clubes. O torneio de 1958 teria sido promovido pela FMF para que os clubes cariocas não ficassem parados durante o período da Copa do Mundo de 1958. 
A ideia inicial do Torneio Extra 1941 - Taça Oscar Cox, era não haver terceiro turno no Campeonato Carioca de 1941, e sim, em seu lugar, acontecer o Torneio Extra, resolução que acabou alterada por ocasião da publicação do regulamento da competição, que previa que o Torneio Extra teria 10 clubes, mas o Terceiro Turno apenas os 6 primeiros colocados do Segundo Turno. Para efeito de pontuação do Terceiro Turno seriam descartados os jogos que não envolvessem os 6 primeiros colocados do Segundo Turno, que valeriam apenas para a disputa do Torneio Extra, competição independente do Campeonato Carioca.
O Rec.Sport.Soccer Statistics Foundation indica que os torneios Erasmo Martins Pedro de 1973 e Troféu Adolpho Bloch de 1990 são edições do Torneio Extra.[carece de fontes?] Porém, outras fontes, como o site NetVasco, consideram a edição de 1958 como tendo sido a última da Torneio Extra. O site Netvasco considera os Torneios Erasmo Martins Pedro de 1973 e Adolpho Bloch de 1990 como títulos amistosos.
No caso do Torneio Erasmo Martins Pedro de 1973, segundo o jornal Correio da Manhã de 03/02/1973, este foi criado por Vasco e Flamengo. Segundo o mesmo jornal, a data da última partida (do torneio de 1973) entre Vasco e Botafogo, foi adiada após contato entre o presidente do Vasco e o presidente da Federação Carioca de Futebol. Segundo o jornal Diário de Notícias, a programação das partidas do Torneio Erasmo Martins Pedro de 1973 era feita pela Federação Carioca de Futebol.
No caso do Torneio  de 1990, Taça Adolpho Bloch, foi um quadrangular promovido pela  Federação de Futebol do Rio de Janeiro, e no dia do anúncio de sua realização, chegou a ser chamado pelo dirigente vascaíno Eurico Miranda de Campeonato Carioca Extra, nome que foi o utilizado pelos jornais Jornal do Brasil e O Fluminense ao cobri-lo e pela TV Manchete ao transmitir os seus jogos.

## Campeões
| Ano   | Torneio                           | Campeão       | Vice                                         |
| ----- | --------------------------------- | ------------- | -------------------------------------------- |
| 1934  | Liga Carioca de Futebol           | Flamengo      | America                                      |
| 1938  | Liga de Futebol do Rio de Janeiro | America       | Vasco da Gama                                |
| 1941  | Taça Oscar Cox                    | Fluminense    | São Cristóvão Vasco da Gama America Flamengo |
| 1952  | Taça Carlos Martins Rocha         | America       | Flamengo                                     |
| 1958  | Taça João Teixeira de Carvalho    | Botafogo      | America                                      |
| 1973* | Taça Erasmo Martins Pedro         | Vasco da Gama | Botafogo                                     |
| 1990* | Taça Adolpho Bloch                | Vasco da Gama | Botafogo                                     |

## Títulos por clube
- America e Vasco da Gama: 2 vezes.
- Botafogo, Flamengo e Fluminense: 1 vez.